# Olympische Sommerspiele 1912/Leichtathletik – 200 m (Männer)
Der 200-Meter-Lauf der Männer bei den Olympischen Spielen 1912 in Stockholm wurde am 10. und 11. Juli 1912 im Stockholmer Olympiastadion ausgetragen. 61 Athleten nahmen daran teil.
Olympiasieger wurde der US-Amerikaner Ralph Craig vor seinem Landsmann Donald Lippincott. Die Bronzemedaille gewann der Brite Willie Applegarth.
Die deutschen Starter Heinrich Wenseler und Emil Ketterer sowie die Österreicher Rudolf Rauch, Władysław Ponurski und Fritz Fleischer schieden in ihren Vorläufen aus. Erwin Kern, Deutschland, konnte wegen einer Verletzung nicht antreten. Bester Athlet aus den deutschsprachigen Ländern war Richard Rau aus Deutschland, der bis ins Finale kam und dort den vierten Platz belegte. Schweizer Athleten waren nicht am Start.

## Bestehende Rekorde
Der hier angegebene Weltrekord wurde in einem Rennen über 220 Yards aufgestellt das entspricht 201,168 Metern.
| Weltrekord         | 21,2 s               | Bernard Wefers | USA | New York (USA), 30. Mai 1896               |
| Weltrekord         | 21,2 s               | John Maybury   | USA | Chicago (USA), 5. Juni 1897                |
| Weltrekord         | 21,2 s               | Bernard Wefers | USA | Toronto (Kanada), 25. September 1897       |
| Weltrekord         | 21,2 s               | Dan Kelly      | USA | Spokane (USA), 23. Juni 1906               |
| Olympischer Rekord | 21,6 s (gerade Bahn) | Archie Hahn    | USA | Finale OS St. Louis (USA), 31. August 1904 |

Anmerkung zum Weltrekord durch Dan Kelly von 1906:

Dan Kelly war auf einer geraden Bahn ohne Kurve gelaufen.
Der bestehende olympische Rekord wurde bei diesen Spielen nicht ganz erreicht.

## Durchführung des Wettbewerbs
Am 10. Juli wurden insgesamt achtzehn Vorläufe durchgeführt. Die auf den jeweils ersten beiden Plätzen eingelaufenen Athleten – hellblau unterlegt – qualifizierten sich für die Halbfinals, die am gleichen Tag durchgeführt wurden. In den sechs Läufen qualifizierten sich jeweils nur die Sieger für das Finale am 11. Juli.

## Vorlrunde
Datum: 10. Juli 1912
Die auf den jeweils ersten beiden Plätzen eingelaufenen Athleten – hellblau unterlegt – qualifizierten sich für die Halbfinals.
Es sind nur wenige Zeiten überliefert, die Siegeszeiten und einige wenige andere. Auch im offiziellen Bericht der Spiele werden lediglich die Abstände der weiteren Läufer in Zentimetern oder Metern angegeben, nicht jedoch die Zeiten.
Sehr seltsam muten hier die Einteilungen in den Vorläufen an. Einige Rennen gingen mit lediglich zwei Teilnehmern vonstatten, die so natürlich beide schon vorher das Weiterkommen sicher hatten, während andere Läufe mit bis zu fünf Sprintern durchgeführt wurden.

### Vorlauf 1
| Platz | Name                | Nation             | Zeit   | Anmerkung |
| ----- | ------------------- | ------------------ | ------ | --------- |
| 1     | Charles Reidpath    | Vereinigte Staaten | 22,6 s |           |
| 2     | Georges Rolot       | Frankreich         | 22,7 s |           |
| 3     | Knut Stenborg       | Schweden           | k. A.  |           |
| 4     | Václav Labík-Gregan | Böhmen             | k. A.  |           |

### Vorlauf 2

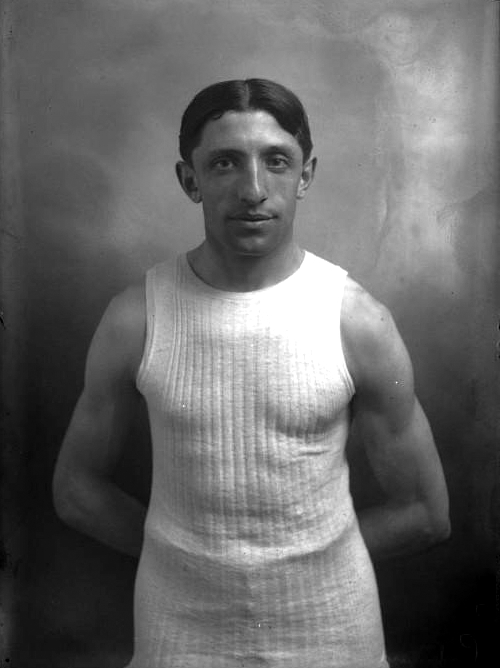
Charles Poulenard – ausgeschieden als Dritter des zweiten Vorlaufs

| Platz | Name              | Nation             | Zeit   | Anmerkung |
| ----- | ----------------- | ------------------ | ------ | --------- |
| 1     | Ralph Craig       | Vereinigte Staaten | 22,8 s |           |
| 2     | Richard Rice      | Großbritannien     | 23,0 s |           |
| 3     | Charles Poulenard | Frankreich         | k. A.  |           |
| 4     | Karl Lindblom     | Schweden           | k. A.  |           |

### Vorlauf 3
| Platz | Name              | Nation             | Zeit   | Anmerkung |
| ----- | ----------------- | ------------------ | ------ | --------- |
| 1     | Ira Courtney      | Vereinigte Staaten | 22,7 s |           |
| 2     | Duncan Macmillan  | Großbritannien     | k. A.  |           |
| 3     | Léon Aelter       | Belgien            | k. A.  |           |
| 4     | Haralds Hāns      | Russland           | k. A.  |           |
| DNF   | Herberts Baumanis | Russland           |        |           |

Ira Courtney konnte den Briten Duncan Macmillan auf Distanz halten, der sich von einer
Trainingsverletzung, die er sich wenige Tage vor Beginn der Wettkämpfe zugezogen hatte, erholt hatte.

### Vorlauf 4
| Platz | Name           | Nation      | Zeit   | Anmerkung |
| ----- | -------------- | ----------- | ------ | --------- |
| 1     | Charles Luther | Schweden    | 23,6 s |           |
| 2     | Jan Grijseels  | Niederlande | k. A.  |           |

### Vorlauf 5
| Platz | Name              | Nation             | Zeit   | Anmerkung |
| ----- | ----------------- | ------------------ | ------ | --------- |
| 1     | Willie Applegarth | Großbritannien     | 24,7 s |           |
| 2     | Harold Heiland    | Vereinigte Staaten | k. A.  |           |

### Vorlauf 6
| Platz | Name            | Nation          | Zeit   | Anmerkung |
| ----- | --------------- | --------------- | ------ | --------- |
| 1     | Richard Rau     | Deutsches Reich | 22,5 s |           |
| 2     | Arthur Anderson | Großbritannien  | k. A.  |           |
| 3     | Rudolf Rauch    | Österreich      | k. A.  |           |

### Vorlauf 7

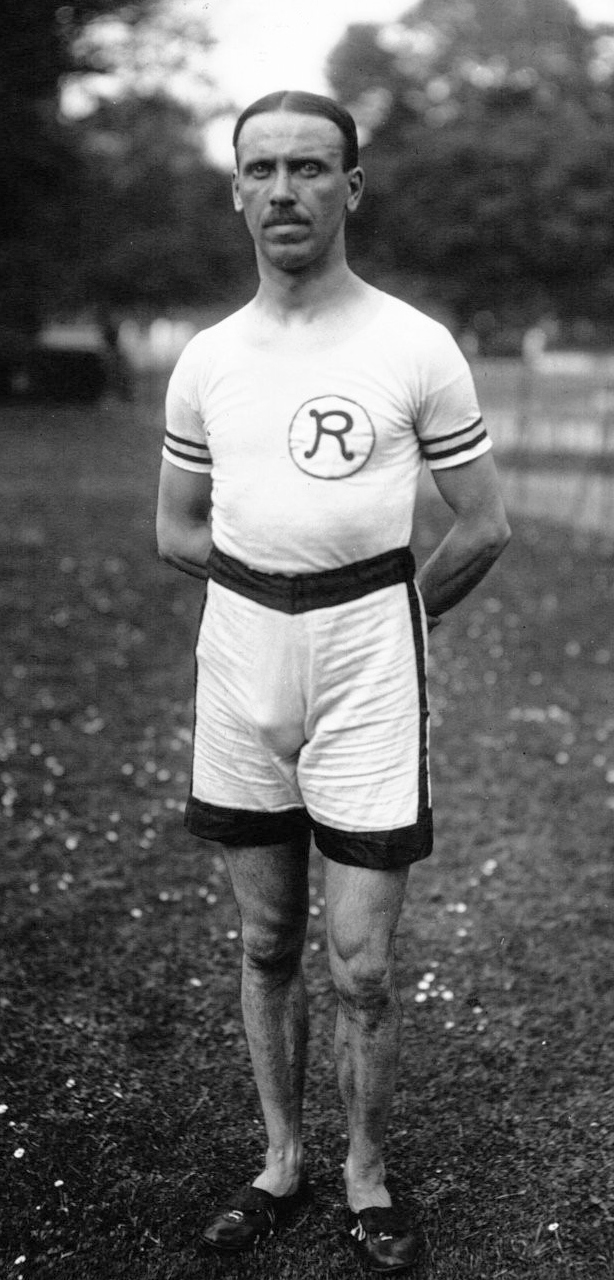
Georges Malfait – ausgeschieden als Fünfter des siebten Vorlaufs

| Platz | Name            | Nation                | Zeit   | Anmerkung |
| ----- | --------------- | --------------------- | ------ | --------- |
| 1     | Carl Cooke      | Vereinigte Staaten    | 22,5 s |           |
| 2     | Reuben Povey    | Südafrikanische Union | k. A.  |           |
| 3     | Joseph Wells    | Großbritannien        | k. A.  |           |
| 4     | Harry Beasley   | Kanada                | k. A.  |           |
| 5     | Georges Malfait | Frankreich            | k. A.  |           |

Carl Cooke schlug den Südafrikaner Reuben Povey im schnellsten aller Vorläufe.

### Vorlauf 8
| Platz | Name          | Nation  | Zeit   | Anmerkung |
| ----- | ------------- | ------- | ------ | --------- |
| 1     | John Howard   | Kanada  | 25,0 s |           |
| 2     | Franco Giongo | Italien | k. A.  |           |

### Vorlauf 9

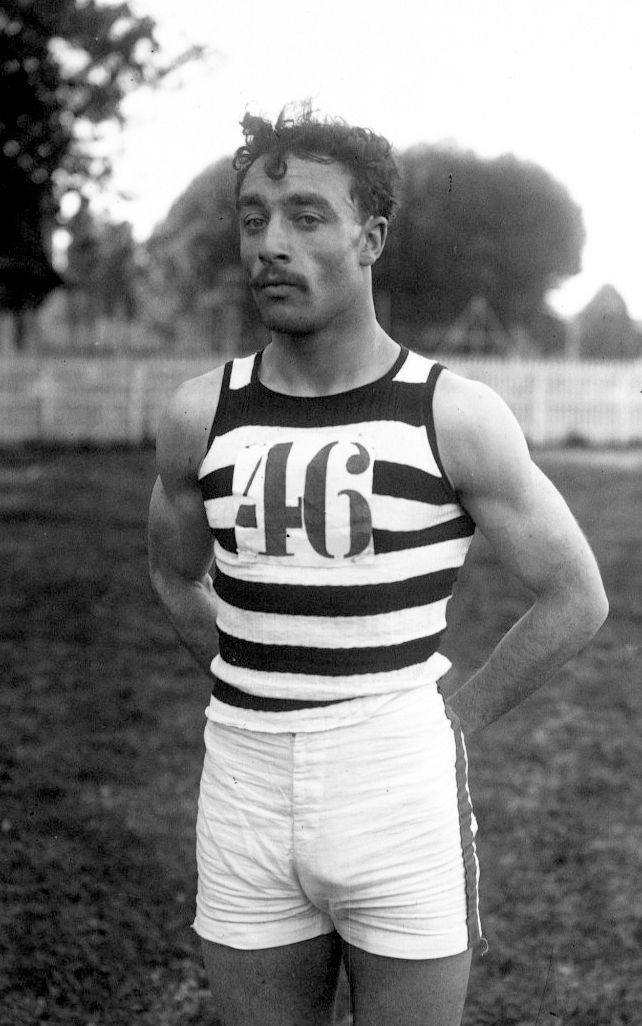
Charles Lelong – ausgeschieden als Dritter des neunten Vorlaufs

| Platz | Name            | Nation     | Zeit   | Anmerkung |
| ----- | --------------- | ---------- | ------ | --------- |
| 1     | Knut Lindberg   | Schweden   | 23,1 s |           |
| 2     | Frigyes Wiesner | Ungarn     | k. A.  |           |
| 3     | Charles Lelong  | Frankreich | k. A.  |           |

### Vorlauf 10
| Platz | Name                    | Nation             | Zeit   | Anmerkung |
| ----- | ----------------------- | ------------------ | ------ | --------- |
| 1     | Peter Clarence Gerhardt | Vereinigte Staaten | 22,9 s |           |
| 2     | Victor d’Arcy           | Großbritannien     | 22,9 s |           |
| 3     | Gustav Möller           | Schweden           | k. A.  |           |
| DNS   | Erwin Kern              | Deutsches Reich    |        |           |

### Vorlauf 11

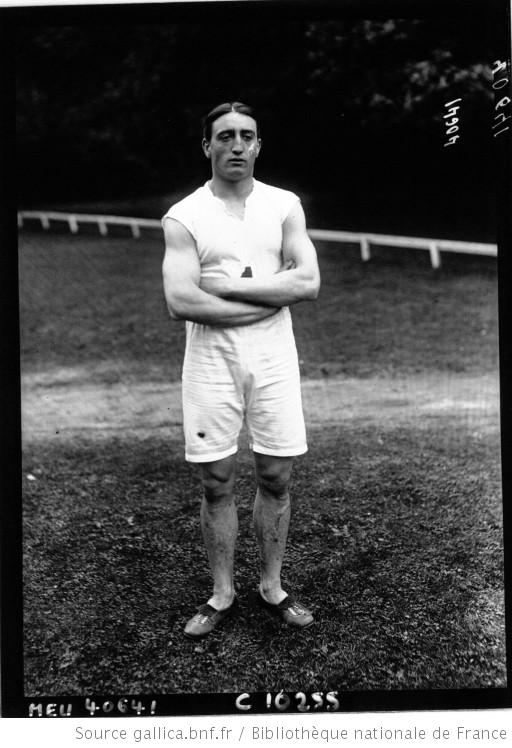
Pierre Failliot – ausgeschieden als Dritter des elften Vorlaufs

| Platz | Name              | Nation             | Zeit   | Anmerkung |
| ----- | ----------------- | ------------------ | ------ | --------- |
| 1     | Donald Lippincott | Vereinigte Staaten | 22,8 s |           |
| 2     | Ivan Möller       | Schweden           | k. A.  |           |
| 3     | Pierre Failliot   | Frankreich         | k. A.  |           |
| 4     | Ernest Haley      | Großbritannien     | k. A.  |           |
| 5     | Pablo Eitel       | Chile              | k. A.  |           |

### Vorlauf 12
| Platz | Name             | Nation             | Zeit   | Anmerkung |
| ----- | ---------------- | ------------------ | ------ | --------- |
| 1     | Alvah Meyer      | Vereinigte Staaten | 24,1 s |           |
| 2     | Robert C. Duncan | Großbritannien     | k. A.  |           |

### Vorlauf 13

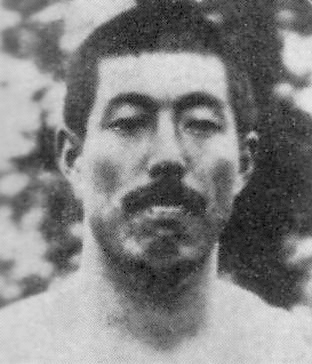
Yahiko Mishima – ausgeschieden als Fünfter des dreizehnten Vorlaufs

| Platz | Name              | Nation             | Zeit   | Anmerkung |
| ----- | ----------------- | ------------------ | ------ | --------- |
| 1     | Donnell Young     | Vereinigte Staaten | 22,8 s |           |
| 2     | Cyril Seedhouse   | Großbritannien     | k. A.  |           |
| 3     | Fritz Fleischer   | Österreich         | k. A.  |           |
| 4     | Heinrich Wenseler | Deutsches Reich    | k. A.  |           |
| 5     | Yahiko Mishima    | Japan              | k. A.  |           |

Donnell Young und Cyril Seedhouse achteten nur auf den jeweiligen Gegner.
Seedhouse hinderte Young nicht am Sieg.

### Vorlauf 14
| Platz | Name                | Nation                | Zeit   | Anmerkung |
| ----- | ------------------- | --------------------- | ------ | --------- |
| 1     | George Patching     | Südafrikanische Union | 22,3 s |           |
| 2     | Clement Wilson      | Vereinigte Staaten    | k. A.  |           |
| 3     | Frank McConnell     | Kanada                | k. A.  |           |
| 4     | Ervin Szerelemhegyi | Ungarn                | k. A.  |           |
| DNF   | Emil Grandell       | Schweden              |        |           |

### Vorlauf 15

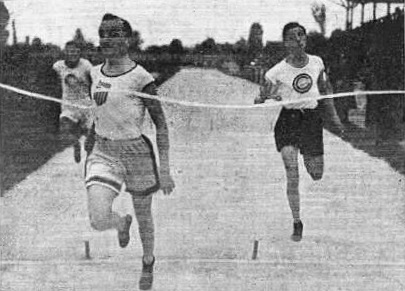
Władysław Ponurski (links) – im fünfzehnten Vorlauf nicht im Ziel

| Platz | Name               | Nation          | Zeit   | Anmerkung |
| ----- | ------------------ | --------------- | ------ | --------- |
| 1     | Max Herrmann       | Deutsches Reich | 22,9 s |           |
| 2     | István Déván       | Ungarn          | k. A.  |           |
| 3     | Herman Sotaaen     | Norwegen        | k. A.  |           |
| DNF   | Władysław Ponurski | Österreich      |        |           |

### Vorlauf 16
| Platz | Name            | Nation         | Zeit   | Anmerkung |
| ----- | --------------- | -------------- | ------ | --------- |
| 1     | William Stewart | Australasien   | 26,0 s |           |
| 2     | Henry Macintosh | Großbritannien | k. A.  |           |

Die beiden einzigen Teilnehmer an diesem Lauf liefen nicht ernsthaft und passierten die Ziellinie fast gleichzeitig.

### Vorlauf 17
| Platz | Name             | Nation          | Zeit   | Anmerkung |
| ----- | ---------------- | --------------- | ------ | --------- |
| 1     | David Jacobs     | Großbritannien  | 23,2 s |           |
| 2     | Skotte Jacobsson | Schweden        | k. A.  |           |
| DNS   | Emil Ketterer    | Deutsches Reich |        |           |

### Vorlauf 18
| Platz | Name            | Nation     | Zeit   | Anmerkung |
| ----- | --------------- | ---------- | ------ | --------- |
| 1     | Ture Person     | Schweden   | 23,2 s |           |
| 2     | Robert Schurrer | Frankreich | k. A.  |           |
| 3     | António Stromp  | Portugal   | k. A.  |           |

## Halbfinale
Datum: 10. Juli 1912
Für das Finale qualifizierten sich nur die Sieger – hellblau hinterlegt. Wie in den Vorläufen wurden hier nur die Siegeszeiten und einige wenige andere Zeiten übermittelt.

### Lauf 1

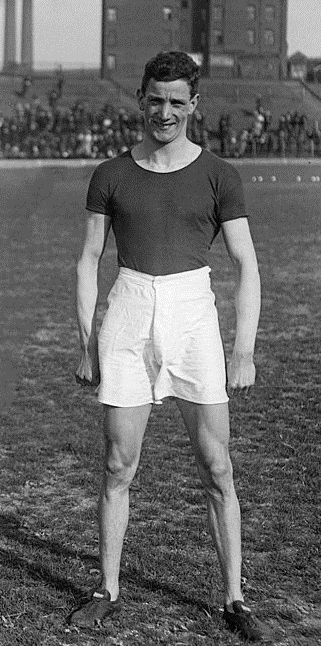
David Jacobs – ausgeschieden als Zweiter des ersten Halbfinals
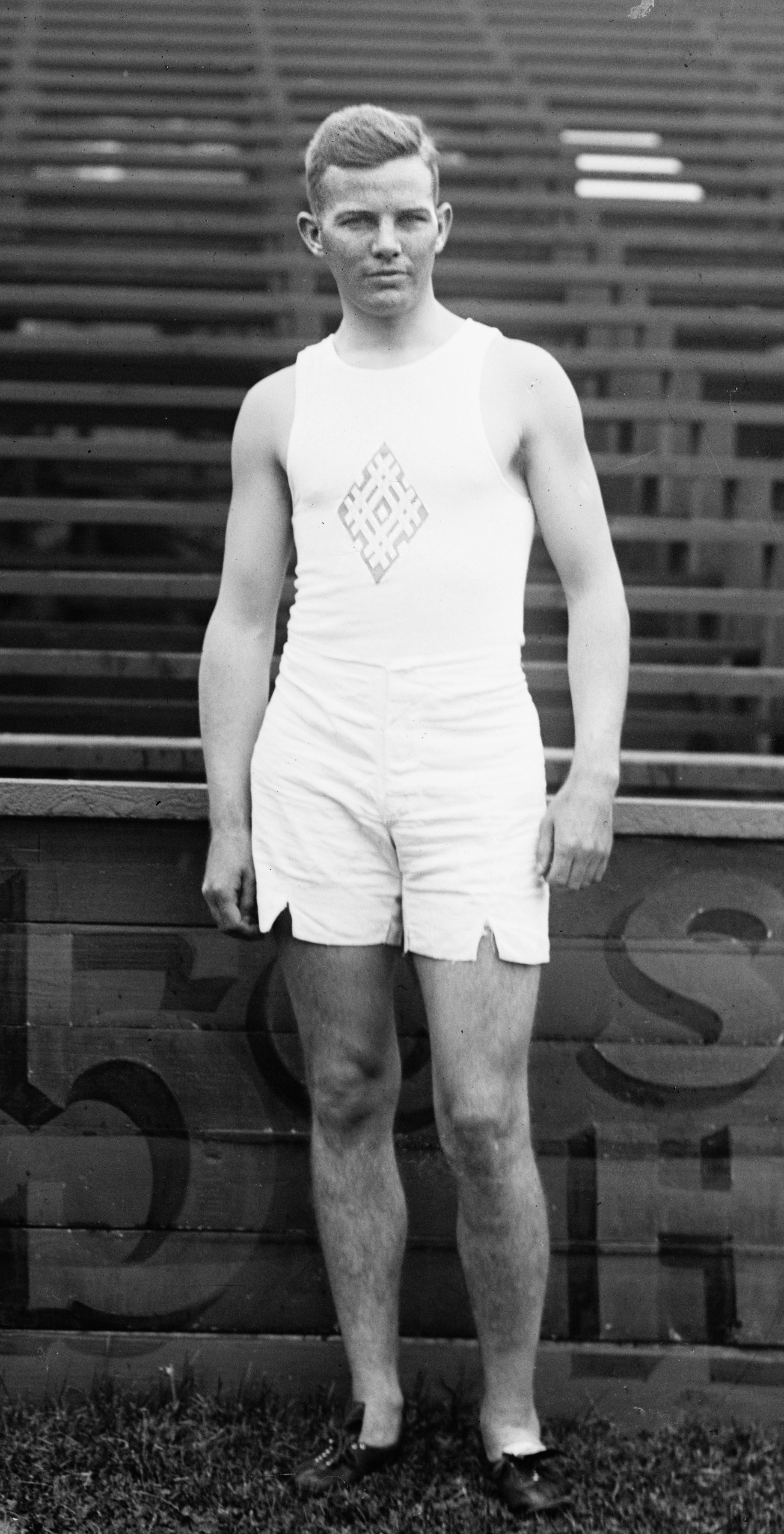
Ira Courtney – ausgeschieden als Dritter des ersten Halbfinals

| Platz | Name            | Nation             | Zeit   | Anmerkung |
| ----- | --------------- | ------------------ | ------ | --------- |
| 1     | Ralph Craig     | Vereinigte Staaten | 21,9 s |           |
| 2     | David Jacobs    | Großbritannien     | k. A.  |           |
| 3     | Ira Courtney    | Vereinigte Staaten | k. A.  |           |
| 4     | Ture Person     | Schweden           | k. A.  |           |
| 5     | Frigyes Wiesner | Ungarn             | k. A.  |           |
| DNF   | Arthur Anderson | Großbritannien     |        |           |

Es gab einen Start-Ziel-Sieg des US-Amerikaners Ralph Craig.

### Lauf 2
| Platz | Name              | Nation             | Zeit   | Anmerkung |
| ----- | ----------------- | ------------------ | ------ | --------- |
| 1     | Willie Applegarth | Großbritannien     | 21,9 s |           |
| 2     | Clement Wilson    | Vereinigte Staaten | k. A.  |           |
| 3     | Cyril Seedhouse   | Großbritannien     | k. A.  |           |
| 4     | Harold Heiland    | Vereinigte Staaten | k. A.  |           |
| 5     | Skotte Jacobsson  | Schweden           | k. A.  |           |
| DSQ   | William Stewart   | Australasien       |        |           |

William Applegarth und Clement Wilson lieferten sich bis zum Ziel einen harten Kampf, den der Brite für sich entscheiden konnte.

### Lauf 3

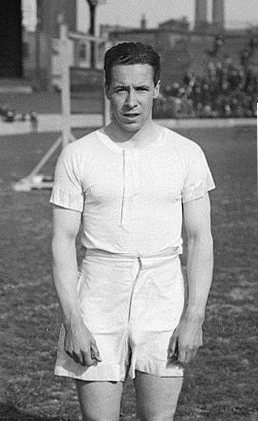
Henry Macintosh – im dritten Halbfinale nicht im Ziel

| Platz | Name            | Nation                | Zeit   | Anmerkung |
| ----- | --------------- | --------------------- | ------ | --------- |
| 1     | Donnell Young   | Vereinigte Staaten    | 21,9 s |           |
| 2     | Carl Cooke      | Vereinigte Staaten    | k. A.  |           |
| 3     | Georges Rolot   | Frankreich            | k. A.  |           |
| 4     | Max Herrmann    | Deutsches Reich       | k. A.  |           |
| DNF   | Henry Macintosh | Großbritannien        |        |           |
| DNF   | George Patching | Südafrikanische Union |        |           |

### Lauf 4

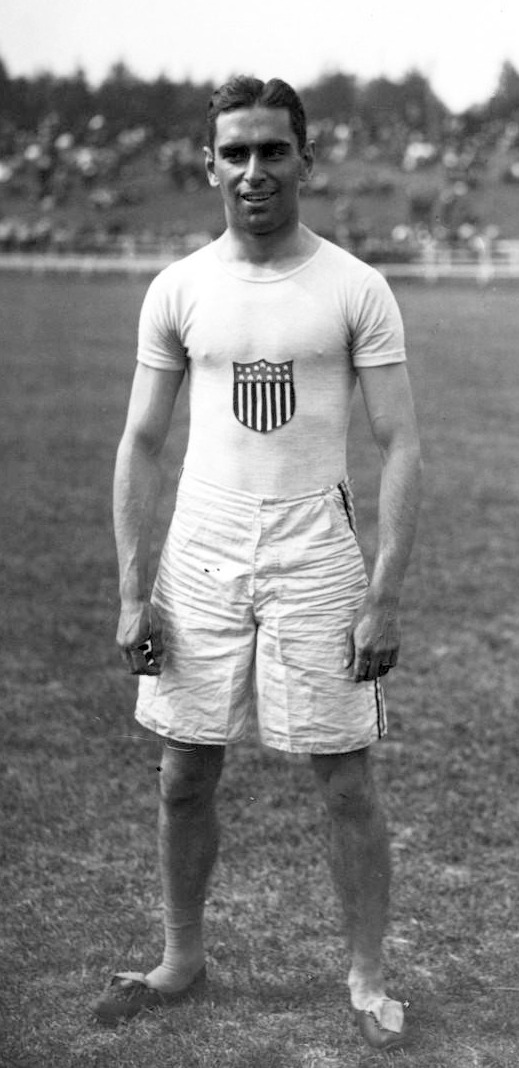
Alvah Meyer – ausgeschieden als Zweiter des vierten Halbfinals

| Platz | Name              | Nation             | Zeit   | Anmerkung |
| ----- | ----------------- | ------------------ | ------ | --------- |
| 1     | Donald Lippincott | Vereinigte Staaten | 21,8 s |           |
| 2     | Alvah Meyer       | Vereinigte Staaten | k. A.  |           |
| 3     | John Howard       | Kanada             | k. A.  |           |
| 4     | Ivan Möller       | Schweden           | 22,4 s |           |
| 5     | Duncan Macmillan  | Großbritannien     | k. A.  |           |
| 6     | Jan Grijseels     | Niederlande        | k. A.  |           |

Während in der Kurve Ivan Möller und John Howard den beiden
US-Amerikanern noch folgen konnten, legten diese auf der Geraden an
Geschwindigkeit zu. Am Ende lief Donald Lippincott die schnellste Zeit des Tages.

### Lauf 5
| Platz | Name                    | Nation                | Zeit   | Anmerkung |
| ----- | ----------------------- | --------------------- | ------ | --------- |
| 1     | Richard Rau             | Deutsches Reich       | 22,1 s |           |
| 2     | Peter Clarence Gerhardt | Vereinigte Staaten    | k. A.  |           |
| 3     | Charles Luther          | Schweden              | 22,3 s |           |
| 4     | Franco Giongo           | Italien               | k. A.  |           |
| 5     | Reuben Povey            | Südafrikanische Union | k. A.  |           |
| DNF   | Richard Rice            | Großbritannien        |        |           |

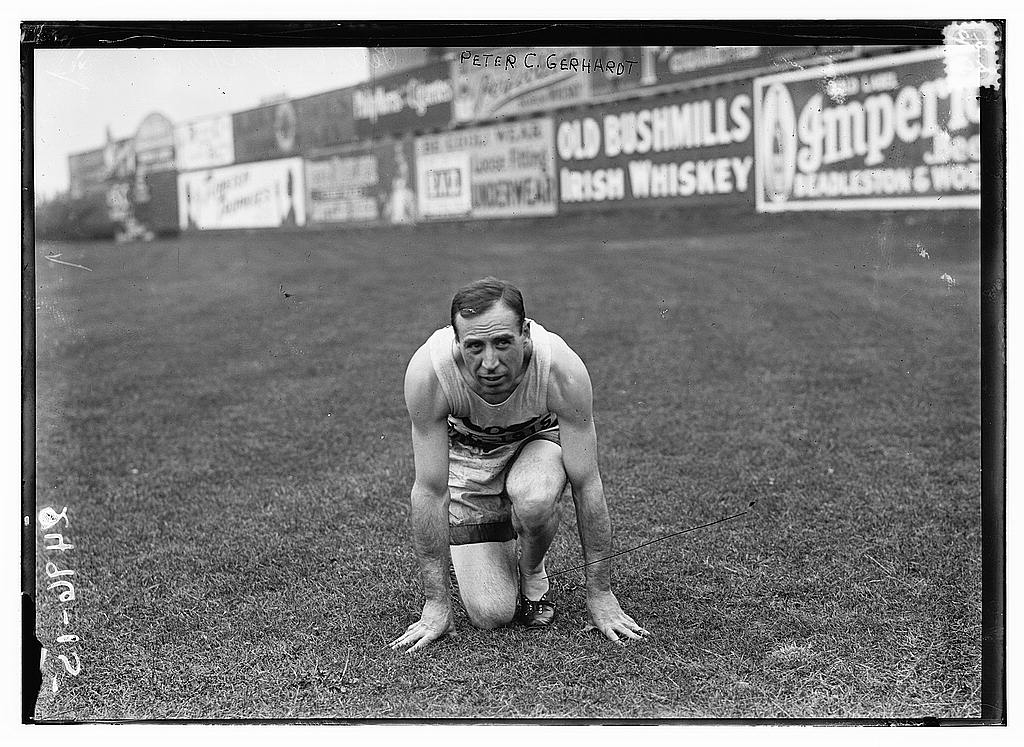
Peter Clarence Gerhardt – ausgeschieden als Zweiter des fünften Halbfinals

Charles Luther hatte einen schlechten Start und kämpfte sich bis zur
Geraden an die beiden Führenden, Richard Rau und Peter Gerhardt, heran.
 Nach 120 Metern lagen die drei fast gleichauf. Rau hatte das stärkste Finish
und siegte knapp vor Gerhardt und Luther.

### Lauf 6

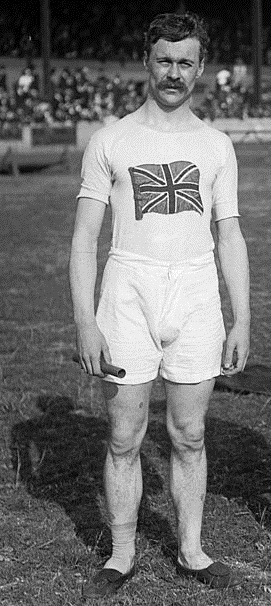
Victor d’Arcy – ausgeschieden als Zweiter des sechsten Halbfinals
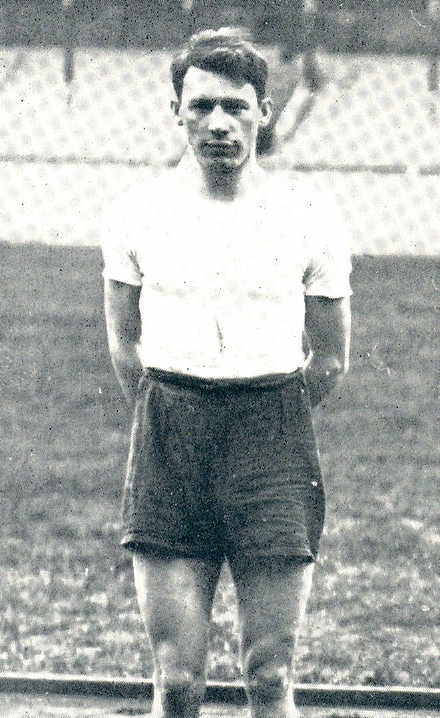
Knut Lindberg – ausgeschieden als Dritter des sechsten Halbfinals
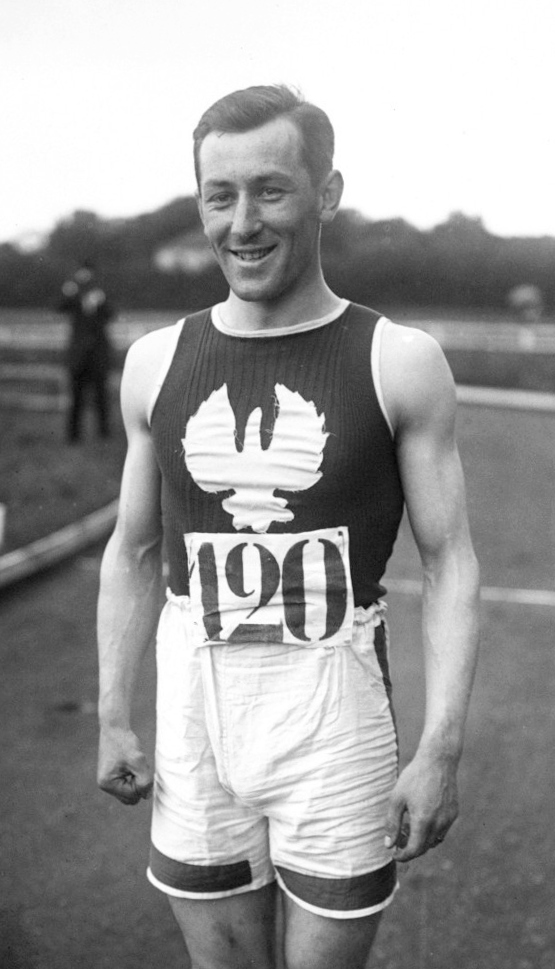
Robert Schurrer – ausgeschieden als Fünfter des sechsten Halbfinals

| Platz | Name             | Nation             | Zeit   | Anmerkung |
| ----- | ---------------- | ------------------ | ------ | --------- |
| 1     | Charles Reidpath | Vereinigte Staaten | 22,1 s |           |
| 2     | Victor d’Arcy    | Großbritannien     | k. A.  |           |
| 3     | Knut Lindberg    | Schweden           | 22,5 s |           |
| 4     | István Déván     | Ungarn             | k. A.  |           |
| 5     | Robert Schurrer  | Frankreich         | k. A.  |           |
| DNF   | Robert C. Duncan | Großbritannien     |        |           |

Auch im letzten Halbfinale kam es zu einem Dreikampf. Charles,
ReidpathVictor d'Arcy und Knut Lindberg lagen bis 25 Meter
vor dem Ziel fast gleichauf, als Reidpath noch einmal beschleunigte
und knapp gewinnen konnte.

## Finale
Datum: 11. Juli 1912
| Platz | Name              | Nation             | Zeit   | Anmerkung |
| ----- | ----------------- | ------------------ | ------ | --------- |
| 1     | Ralph Craig       | Vereinigte Staaten | 21,7 s |           |
| 2     | Donald Lippincott | Vereinigte Staaten | 21,8 s |           |
| 3     | Willie Applegarth | Großbritannien     | 22,0 s |           |
| 4     | Richard Rau       | Deutsches Reich    | 22,2 s |           |
| 5     | Charles Reidpath  | Vereinigte Staaten | 22,3 s |           |
| 6     | Donnell Young     | Vereinigte Staaten | 22,3 s |           |

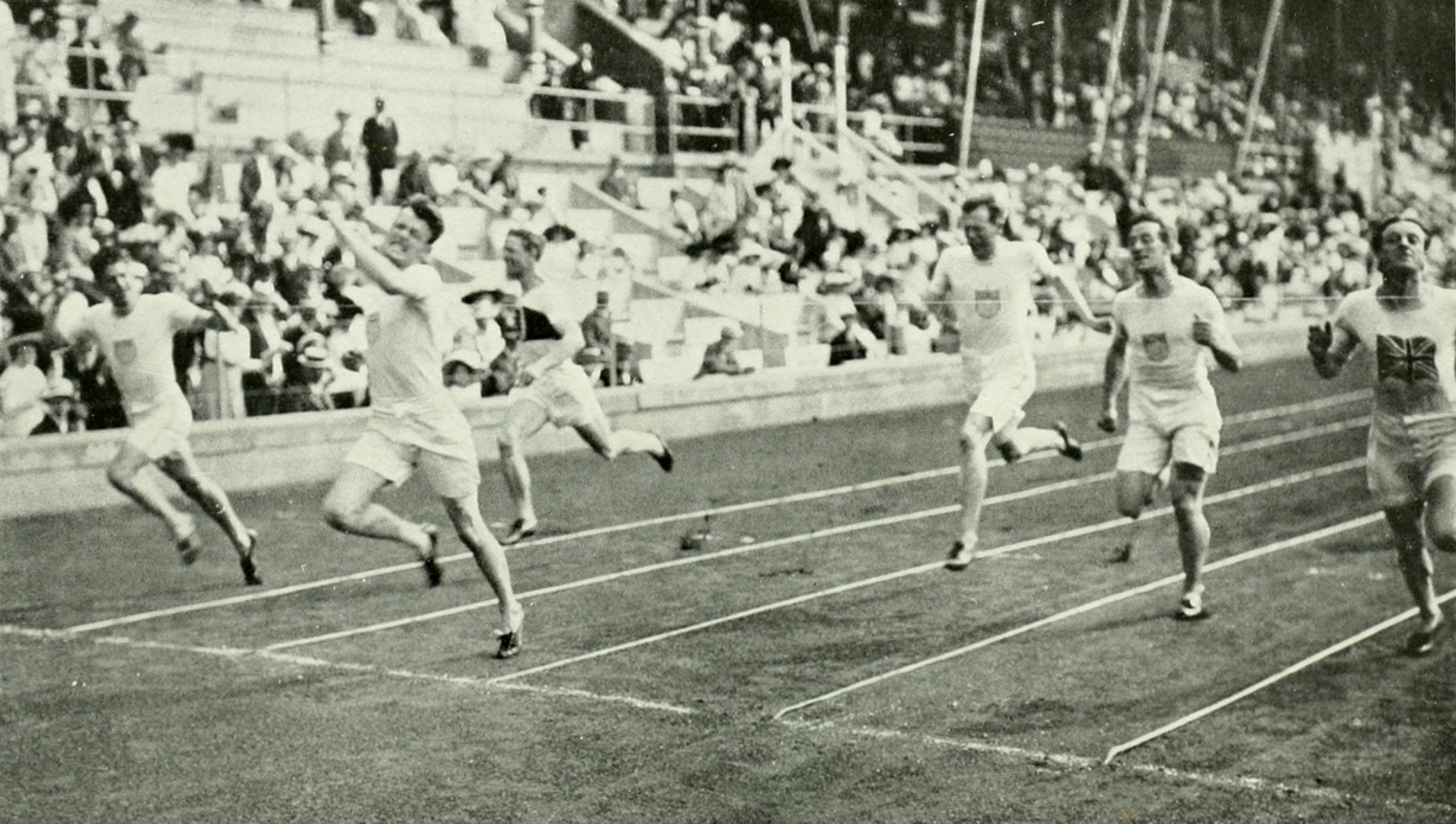
Zieleinlauf (v. l. n. r.): Donald Lippincott, Ralph Craig, Richard Rau, Donnell Young, Charles Reidpath, Willie Applegarth

Es war die achte US-Medaille in dieser Disziplin seit der Einführung 1900.
Nach einem schnellen Start lagen die US-Amerikaner in Führung. Ausgangs der Kurve konnte William Applegarth die Spitze übernehmen, doch Ralph Craig zog an ihm vorbei. Donald Lippincott konnte Craig folgen, doch Craig hatte das beste Stehvermögen. Applegarth und Richard Rau kämpften am Ende um Platz drei, der Brite erwies sich als der Stärkere.

Ralph Craig wurde nach seinem Sieg über 100 Meter Doppelolympiasieger.

## Bildergalerie

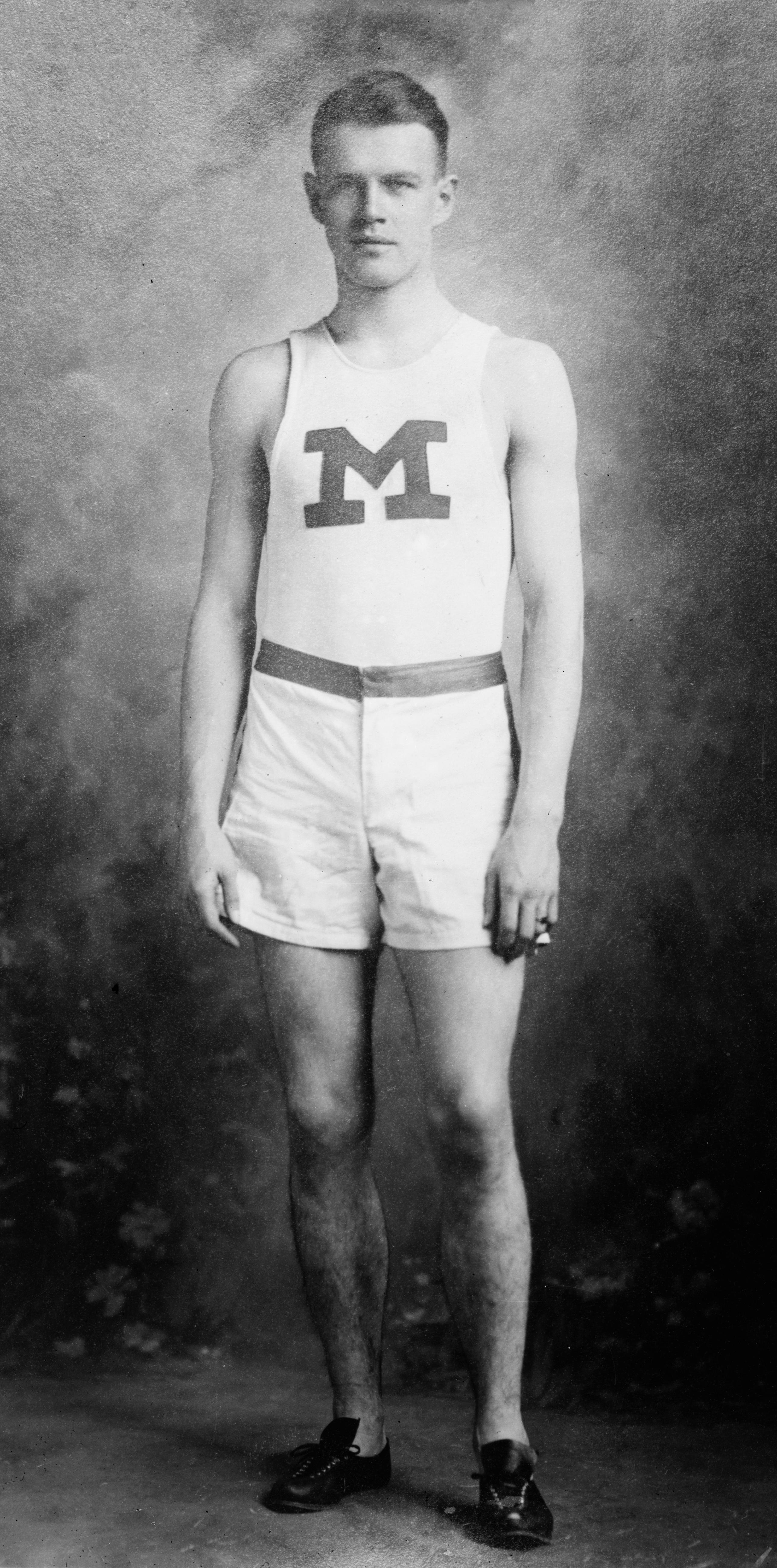
Olympiasieger Ralph Craig
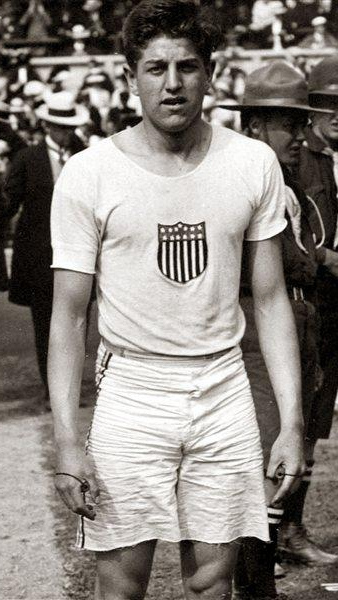
Donald Lippincott, Gewinner der Silbermedaille
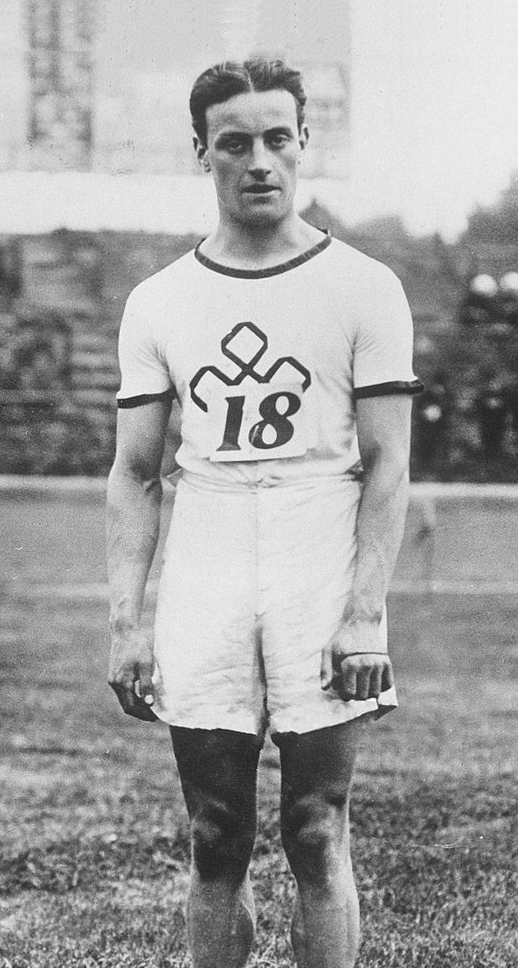
Bronzemedaillengewinner Willie Applegarth
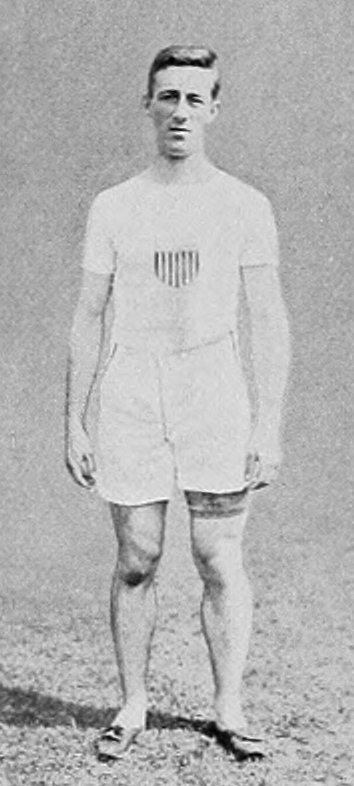
Der fünftplatzierte Charles Reidpath

## Video
- 1912 Stockholm Olympics - 100m & 200m, youtube.com (englisch), abgerufen am 16. Mai 2021